# Vila-roja (Aude)
Vila-roja (en francès Villerouge-Termenès) és un municipi de França de la regió d'Occitània, al departament de l'Aude.